# Cosmarium depressum
Cosmarium depressum  là một loài Song tinh tảo trong họ Desmidiaceae, thuộc chi Cosmarium.